# Orchesella zebra
Orchesella zebra är en urinsektsart som beskrevs av Louise Guthrie 1903. Orchesella zebra ingår i släktet Orchesella och familjen brokhoppstjärtar. Inga underarter finns listade i Catalogue of Life.